# Самоубийства в Бутане
Бутан занимает 25-е место в мире и 7-е место в Азиатско-Тихоокеанском регионе по количеству самоубийств. Самоубийство является второй главной причиной смерти в стране, уступая только смертям в автомобильных катастрофах. Эти показатели являются шокирующими для страны, в центре государственной политики которой стоит «Валовое национальное счастье».
В 2011 году уровень самоубийств в стране составлял 16,25 человек на 100 000 населения, или 2,12 % от общего числа смертей. За 2012 и 2013 годы количество самоубийств возросло на 50 %. По официальным данным, наибольшее число самоубийств было в 2001 году, когда 58 человек покончили с собой, а наименьшее количество — в 2006 году, когда 34 человека совершили суицид.
Одним из основных факторов, приводящим к самоубийствам, является депрессия. Росту числа самоубийств также способствуют безработица, высокий процент неполных семей, домашнее насилие и чрезмерное употребление алкоголя. В некоторых деревнях самоубийства стали почти нормой. Высокий уровень суицидов отмечается среди бутанских беженцев, большинство которых составляют непальцы. Для большинства бутанцев само обсуждение самоубийства и способов его предотвращения является социальным табу.
В соответствии с бутанским законодательством, акт совершения самоубийства не является противозаконным, однако подстрекательство к самоубийству расценивается как преступление. Полиция предоставляет консультационные услуги пытавшимся покончить с жизнью, и просит их или их семьи дать письменное обязательство, что это больше не повторится.